# Рубенчик, Борис Львович
Борис Львович Рубенчик (род. 18 июня 1933 года, Одесса) — советский и украинский учёный-биолог, профессор, доктор биологических наук, зав. лабораторией экологии Института экспериментальной патологии, онкологии и радиобиологии им. Р. Е. Кавецкого Национальной Академии Наук Украины (до 1998 года). Специалист в области изучения химических канцерогенных веществ и экологической онкологии. Также известен как писатель, автор художественных книг (псевдоним Борис Рублов).

## Биография
Родился в Одессе. Отец — член-корреспондент АН УССР Лев Иосифович Рубенчик, мать — инженер Мария Борисовна Гальперин. Окончил Киевский университет им. Т. Г. Шевченко (1956), работал ст. лаборантом в Киевском медицинском институте им. А. А. Богомольца с 1956 до 1961 года. В 1961 году организовал и возглавлял лабораторию канцерогенных факторов питания в Киевском институте питания Минздрава УССР. С 1981 года заведовал отделом экологии Института экспериментальной патологии, онкологии и радиобиологии им. Р. Е. Кавецкого Национальной Академии Наук Украины (до 1998 года). В 1989 году был избран в Брюсселе (Бельгия) членом Европейского института онкологии и рака (INEC). В 1994 году в Париже стал вице-президентом указанного института (до 1998 года). С 1991 года был профессором-исследователем и лектором по экологической онкологии в университетах и научных центрах Валенсии, Испания (1991), Павии, Италия (1991), Орхусе, Дания (1992), Лестере, Англия (1994), Гиссене, Германия (1996), Бурсе и Стамбуле, Турция (1995). В 1998 году эмигрировал в Германию, где проживает и в настоящее время в городе Кёльне.

## Научная деятельность
Б. Л. Рубенчик и сотрудники изучали загрязнение канцерогенами пищевых продуктов, эндогенный синтез канцерогенных нитрозосоединений, биохимическую стадийность развития опухолей. Была предложена научная программа мониторинга воздействия канцерогенов на природные экосистемы и развитие на их основе нового научного направления — экологической онкологии. Б. Л. Рубенчик издал шесть монографий и опубликовал больше 200 работ, в том числе 10 за рубежом. Под его руководством защищены 12 кандидатских диссертаций, предложены два изобретения и методические рекомендации. Заслугой Б. Л. Рубенчика стала организация в Институте экспериментальной патологии, онкологии и радиобиологии им. Р. Е. Кавецкого двух всесоюзных симпозиумов, а также Украинской секции Европейского Института экологии и рака (INEC).

## Научные книги
1. Рубенчик Б. Л. Биохимия канцерогенеза.— К.: «Здоров’я», 1977.— 191 с.
2. Рубенчик Б. Л. Питание, канцерогены и рак.— К.: «Наукова думка», 1979.— 219 с.
3. Рубенчик Б. Л., Костюковский Я. Л., Маламед Д. Б. Профилактика загрязнения пищевых продуктов канцерогенными веществами.— К.: «Здоров’я», 1983.— 160 с.
4. Быкорез А. И., Рубенчик Б. Л., Слепян Э. И. и др. Экология и рак.— К.: «Наукова думка», 1985.— 256 с.
5. Быкорез А. И., Рубенчик Б. Л. Причины рака: факты и гипотезы.— К.: «Наукова думка», 1987.— 119 с.
6. Рубенчик Б. Л. Образование канцерогенов из соединений азота.— К.: «Наукова думка», 1990.— 220 с.

## Литературные произведения
1. Борис Рубенчик Страницы жизни и странствий.— Киев, 2000
2. Борис Рублов И вот я услышал немецкую речь… Рассказы пожилого эмигранта.— Санкт-Петербург: «Алетейя», 2003
3. Борис Рубенчик Места и главы жизни целой….— Санкт-Петербург: «Алетейя», 2004
4. Борис Рублов Роман с графоманами.— Санкт-Петербург: «Алетейя», 2007
5. Борис Рублов Сны о прошлом. Повести и рассказы.— Москва: «Вест-Консалтинг», 2010
6. Борис Рубенчик Услышать будущего зов….— Москва: «Вест-Консалтинг», 2011
7. Борис Рубенчик Жизнь без самозванства.— Москва: «Вест-Консалтинг», 2013

Очерки и рассказы Б.Рубенчика печатались в международном литературном журнале «Крещатик», немецком журнале «Партнёр», сетевых журналах «Заметки по еврейской истории», «Семь искусств», американском журнале «Слово/Word», и др.

## Почётные звания
- Отличник Здравоохранения СССР